# Мярска, Константин
Константин Мярска (эст. Konstantin Märska; 28 мая 1896, Аренсбург — 30 августа 1951, Таллин) — эстонский кинооператор и режиссёр; пионер эстонского киноискусства.

## Биография
Константин Мярска родился в семье Антона (1862—1937) и Лийси Мярска (урождённая Тедер, 1864—1935), он был четвёртым из шести детей. В возрасте пятнадцати лет Мярска начал свою кинематографическую карьеру в качестве помощника киномеханика в кинотеатре в Курессааре. В то время он уже снимал свои первые кадры с помощью самодельной камеры.
Вместе со старшим братом Теодором Мярска (1889—1961) в 1919 году основал кинокомпанию Estonia-Film. Капитал контролировали братья Йоханнес и Пеэтер Парикас. Компания обанкротилась в 1932 году.
В 1921 году Мярска выпустил, возможно, второй художественный фильм в истории эстонского кинематографа, комедию Armastuse pisielukas. В 1924 году как оператор он снял первый в Эстонии полнометражный немой фильм Mineviku varjud, считающийся сегодня пропавшим. С 1925 года Мярска работал оператором кинохроники в UFA и в Paramount в Германии. Летом 1928 года вернулся из Берлина в Эстонию.
В конце 1920-х годов Мярска снял ещё три немых фильма в Эстонии в своей собственной компании Konstantin Märska Filmiproduktsioon. В 1930 году под руководством Бориса Яаникоска Мярска работал над художественным фильмом Kuldämblik. Картина с вокальными вставками была первой попыткой создания звукового фильма в Эстонии. Звук воспроизводился на граммофонных пластинках в кинотеатре. Однако фильм провалился в прокате из-за технических недостатков.
После этого Мярска ушёл из области художественных фильмов. Он устроился на работу на таллинскую киностудию Eesti Kultuurfilm, основанную в 1931 году. Там он специализировался на хроникальных и документальных фильмах, а также репортажах. В 1936—1937 годах он снял этнологические наблюдения в юго-восточной части Петсеримаа (Pühad Petseris) и на острове Осмуссаар (Vaated Osmussaarelt).
В 1938—1939 годах Мярска работал кинооператором в Финляндии, где снял фильмы Isoviha и Simo Hurtta.
В 1941 году Мярска работал в Эстонии над еженедельными кинохрониками. В 1947 году он был принят в государственную советско-эстонскую Таллинскую киностудию. Мярска был вторым оператором первого эстонского художественного фильма после Второй мировой войны «Жизнь в цитадели» режиссёра Герберта Раппапорта.
Затем Мярска сосредоточился в основном на документальных фильмах на тему природы. За документальный фильм Eesti põlevkivi («Эстонский нефтяной сланец») он получил премию Эстонской ССР в 1949 году.

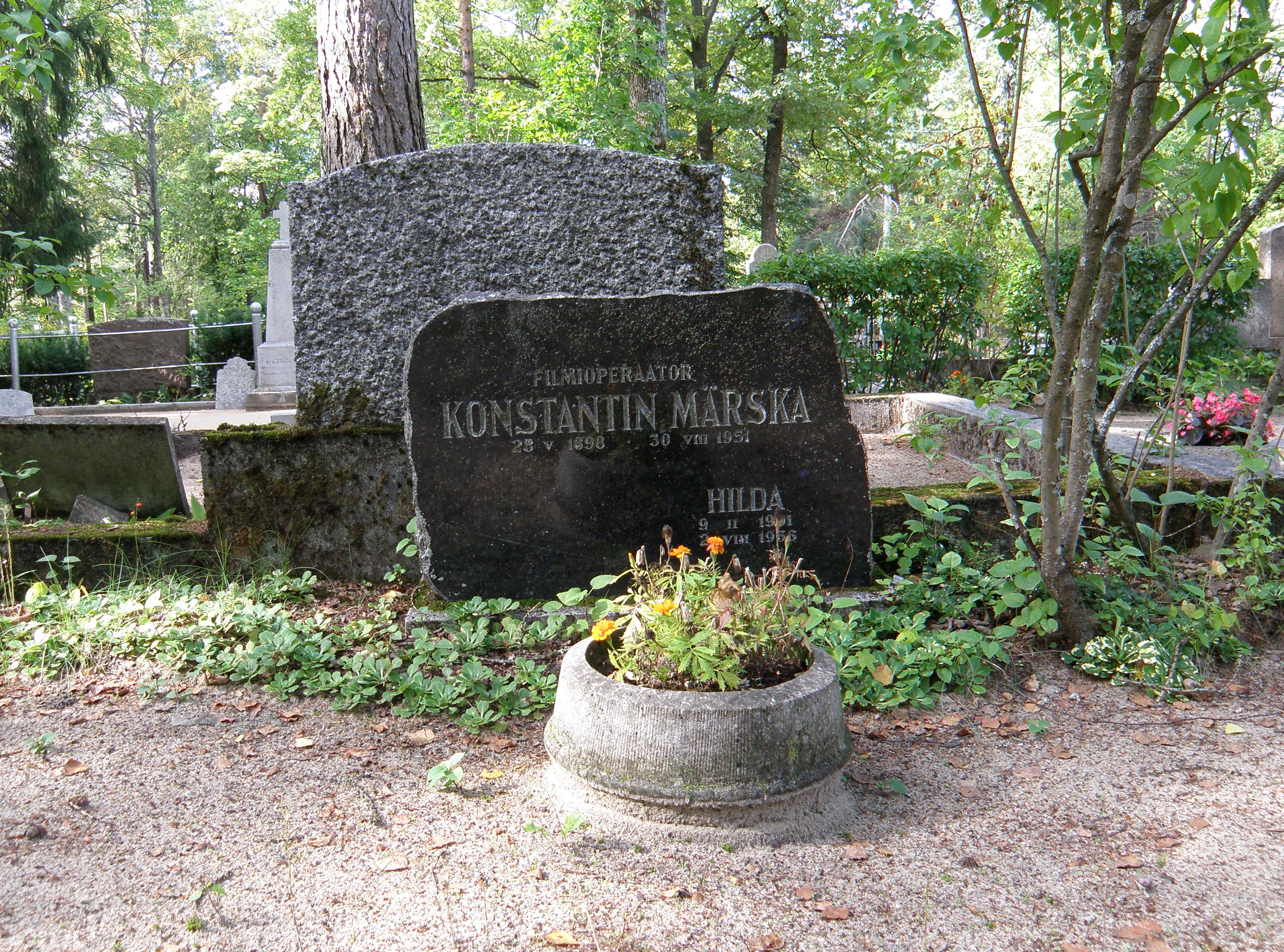
Могила Константина Мярска

Похоронен на кладбище Рахумяэ. 